# Rocket Man: The Definitive Hits
Rocket Man: The Definitive Hits (Rocket Man: Number Ones nell'America del Nord e Just like Belgium: The Definitive Hits in Belgio) è un greatest hits dell'artista britannico Elton John, pubblicato il 26 marzo 2007.

## Il disco
Distribuito esclusivamente in CD, contiene i brani più famosi composti da Elton nel corso della sua carriera, compresa la title track, Rocket Man. È interessante notare che il numero delle tracce e le canzoni stesse variano da una nazione all'altra (anche se la cosa non sembra aver avuto molta rilevanza): in Belgio, è presente addirittura il singolo Just like Belgium, abbastanza sconosciuto, mentre nella raccolta olandese è stata inserita persino Cry to Heaven. In totale, sono state pubblicate 17 diverse versioni del disco, distribuito anche con allegato un DVD (contenente 10 tracce: 5 video provenienti dallo show The Red Piano e 5 video bonus).
Rocket Man: The Definitive Hits ha avuto, come tutti i greatest hits di Elton, un grande successo commerciale: distribuito subito dopo il sessantesimo compleanno dell'artista (avvenuto il 25 marzo 2007), ha debuttato alla #2 in patria (diventando la migliore new entry della settimana). Il 14 aprile 2007 ha invece debuttato alla #9 nella statunitense Billboard 200 (con 49 000 copie vendute), rimanendoci per 29 settimane.

## Tracce

### Versione internazionale
La versione internazionale è stata pubblicata in nazioni come il Regno Unito, l'Ungheria, l'Italia, la Polonia, il Portogallo e la Spagna.
1. Bennie and the Jets - 5:22
2. Philadelphia Freedom - 4:59
3. Daniel - 3:53
4. Rocket Man (I Think It's Going To Be A Long, Long Time) - 4:41
5. I Guess That's Why They Call It the Blues - 4:41
6. Tiny Dancer - 6:15
7. Don't Let the Sun Go Down on Me - 5:36
8. I Want Love - 4:35
9. Candle in the Wind - 3:48
10. Crocodile Rock - 3:54
11. I'm Still Standing - 3:01
12. Saturday Night's Alright (For Fighting) - 4:53
13. Your Song - 4:00
14. Sorry Seems to Be the Hardest Word - 3:47
15. Sacrifice - 5:04
16. Goodbye Yellow Brick Road - 3:13
17. Tinderbox - 4:24
18. Are You Ready for Love - 3:31 (Bonus Track Edizione Deluxe)

### Versione statunitense/canadese
1. Goodbye Yellow Brick Road - 3:16
2. Bennie and the Jets - 5:24
3. Daniel - 3:53
4. Crocodile Rock - 3:57
5. Lucy in the Sky with Diamonds - 5:57
6. Philadelphia Freedom - 5:21
7. Island Girl - 3:43
8. Don't Go Breaking My Heart (con Kiki Dee) - 4:35
9. Sorry Seems to Be the Hardest Word (con i Blue) - 3:42
10. Sacrifice - 5:06
11. Don't Let the Sun Go Down on Me (con George Michael) - 5:49
12. Can You Feel the Love Tonight - 4:01
13. Your Song - 4:04
14. Tiny Dancer - 6:59
15. Rocket Man (I Think It's Going To Be A Long, Long Time) - 4:43
16. Candle in the Wind - 3:51
17. Saturday Night's Alright (For Fighting) - 4:55

### Versione australiana/neozelandese
1. Bennie and the Jets
2. Philadelphia Freedom
3. Daniel
4. Rocket Man (I Think It's Going To Be A Long, Long Time)
5. I Guess That's Why They Call It the Blues
6. Tiny Dancer
7. Don't Let the Sun Go Down on Me
8. Don't Go Breaking My Heart (con Kiki Dee)
9. Candle in the Wind
10. Crocodile Rock
11. I'm Still Standing
12. Saturday Night's Alright (For Fighting)
13. Your Song
14. Sorry Seems to Be the Hardest Word
15. Sacrifice
16. Goodbye Yellow Brick Road
17. Tinderbox
18. Blue Eyes

### Versione austriaca
1. Your Song
2. Rocket Man (I Think It's Going To Be A Long, Long Time)
3. Crocodile Rock
4. Daniel
5. Goodbye Yellow Brick Road
6. Candle in the Wind
7. Don't Let the Sun Go Down on Me
8. Don't Go Breaking My Heart (con Kiki Dee)
9. Sorry Seems to Be the Hardest Word
10. Circle of Life
11. Blue Eyes
12. I'm Still Standing
13. I Guess That's Why They Call It the Blues
14. Sad Songs (Say So Much)
15. Nikita
16. I Don't Wanna Go on with You like That
17. Can You Feel the Love Tonight
18. Tinderbox

### Versione belga
1. Just like Belgium
2. Candle in the Wind
3. Blue Eyes
4. I Guess That's Why They Call It the Blues
5. I'm Still Standing
6. Crocodile Rock
7. Don't Go Breaking My Heart (con Kiki Dee)
8. Your Song
9. Nikita
10. Sacrifice
11. Daniel
12. Sorry Seems to Be the Hardest Word
13. Don't Let the Sun Go Down on Me
14. Rocket Man (I Think It's Going To Be A Long, Long Time)
15. Song for Guy
16. Circle of Life
17. Can You Feel the Love Tonight
18. Tinderbox

### Versione brasiliana
1. Bennie and the Jets
2. Philadelphia Freedom
3. Daniel
4. Rocket Man (I Think It's Going To Be A Long, Long Time)
5. I Guess That's Why They Call It the Blues
6. Tiny Dancer
7. Don't Let the Sun Go Down on Me
8. I Want Love
9. Candle in the Wind
10. Crocodile Rock
11. Your Song
12. Sorry Seems to Be the Hardest Word
13. Sacrifice
14. Goodbye Yellow Brick Road
15. Tinderbox
16. Skyline Pigeon
17. Don't Go Breaking My Heart (con Kiki Dee)
18. Sad Songs (Say So Much)

### Versione cinese
1. Bennie and the Jets - 5:22
2. Philadelphia Freedom - 4:59
3. Daniel - 3:53
4. Rocket Man (I Think It's Going To Be A Long, Long Time) - 4:41
5. I Guess That's Why They Call It the Blues - 4:41
6. Don't Let the Sun Go Down on Me - 5:36
7. I Want Love - 4:35
8. Candle in the Wind - 3:48
9. Crocodile Rock - 3:54
10. I'm Still Standing - 3:01
11. Your Song - 4:00
12. Sorry Seems to Be the Hardest Word - 3:47
13. Sacrifice - 5:04
14. Goodbye Yellow Brick Road - 3:13
15. Can You Feel the Love Tonight - 4:01
16. Are You Ready for Love - 3:31

### Versione danese
1. I'm Still Standing - 3:01
2. Goodbye Yellow Brick Road - 3:14
3. Sad Songs (Say So Much) - 4:08
4. Rocket Man (I Think It's Going To Be A Long, Long Time) - 4:42
5. Don't Go Breaking My Heart (con Kiki Dee) - 4:33
6. Can You Feel the Love Tonight - 3:59
7. Candle In The Wind - 3:50
8. Nikita - 5:43
9. Sorry Seems to Be the Hardest Word - 3:49
10. Don't Let the Sun Go Down on Me - 5:37
11. Blue Eyes - 3:26
12. Your Song - 4:02
13. Sacrifice - 5:04
14. Daniel - 3:54
15. Something About the Way You Look Tonight - 3:59
16. Crocodile Rock - 3:55
17. Tinderbox - 4:22
18. I Guess That's Why They Call It the Blues - 4:41

### Versione finlandese
1. Bennie and the Jets - 5:22
2. Philadelphia Freedom - 4:59
3. Daniel - 3:53
4. Rocket Man (I Think It's Going To Be A Long, Long Time) - 4:41
5. I Guess That's Why They Call It the Blues - 4:41
6. Tiny Dancer - 6:15
7. Don't Let the Sun Go Down on Me (con George Michael) - 5:36
8. I Want Love - 4:35
9. Candle in the Wind - 3:48
10. The Bitch Is Back -
11. I'm Still Standing - 3:01
12. Saturday Night's Alright (For Fighting) - 4:53
13. Your Song - 4:00
14. Sorry Seems to Be the Hardest Word - 3:47
15. Can You Feel the Love Tonight - 3:59
16. Goodbye Yellow Brick Road - 3:13
17. Tinderbox - 4:24

### Versione francese
1. Don't Go Breaking My Heart (con Kiki Dee) - 4:35
2. Nikita - 5:43
3. Sorry Seems to Be the Hardest Word - 3:49
4. Sacrifice - 5:04
5. Can You Feel the Love Tonight - 3:59
6. Crocodile Rock - 3:55
7. Your Song - 4:02
8. Don't Let the Sun Go Down on Me - 5:37
9. Candle in the Wind - 3:50
10. Bennie and the Jets - 5:24
11. I'm Still Standing - 3:01
12. Someone Saved My Life Tonight  - 6:45
13. Rocket Man (I Think It's Going To Be A Long, Long Time) - 4:42
14. Daniel - 3:54
15. Tiny Dancer - 6:17
16. Goodbye Yellow Brick Road - 3:14
17. Tinderbox - 4:22

### Versione giapponese
1. Your Song
2. Candle in the Wind
3. Goodbye Yellow Brick Road
4. It's Me That You Need
5. Friends
6. Daniel
7. Saturday Night's Alright for Fighting
8. Crocodile Rock
9. Rocket Man (I Think It's Going To Be A Long Long Time)
10. I Guess That's Why They Call It the Blues
11. Tiny Dancer
12. Don't Let the Sun Go Down on Me
13. Lucy in the Sky with Diamonds
14. Island Girl
15. Can You Feel the Love Tonight
16. Empty Garden (Hey Hey Johnny)
17. I'm Still Standing
18. Sad Songs (Say So Much)

### Versione norvegese
1. Your Song - 4:02
2. Goodbye Yellow Brick Road - 3:14
3. Sorry Seems to Be the Hardest Word - 3:49
4. Can You Feel the Love Tonight - 3:59
5. Candle in the Wind - 3:50
6. Don't Let the Sun Go Down on Me - 5:37
7. Daniel - 3:54
8. Something About the Way You Look Tonight - 3:59
9. I'm Still Standing - 3:01
10. Sacrifice - 5:04
11. Nikita - 5:43
12. Rocket Man (I Think It's Going To Be A Long, Long Time) - 4:42
13. Don't Go Breaking My Heart (con Kiki Dee) - 4:33
14. I Guess That's Why They Call It the Blues - 4:41
15. Circle of Life - 4:50
16. Crocodile Rock - 3:55
17. Blue Eyes - 3:26
18. Tinderbox - 4:22

### Versione olandese
1. Your Song
2. Border Song
3. Rocket Man (I Think It's Going To Be A Long, Long Time)
4. Daniel
5. Goodbye Yellow Brick Road
6. Candle in the Wind
7. Don't Let the Sun Go Down on Me
8. Sorry Seems to Be the Hardest Word
9. Song for Guy
10. I Guess That's Why They Call It the Blues
11. Blue Eyes
12. Sad Songs (Say So Much)
13. Nikita
14. Cry to Heaven
15. Sacrifice
16. Circle of Life
17. Can You Feel the Love Tonight
18. Tinderbox

### Versione sudafricana
1. Saturday Night's Alright for Fighting
2. Bennie and the Jets
3. Sacrifice
4. Candle in the Wind
5. Nikita
6. I Want Love
7. Can You Feel the Love Tonight
8. Daniel
9. Little Jeannie
10. I Guess That's Why They Call It the Blues
11. Rocket Man (I Think It's Going To Be A Long, Long Time)
12. Don't Let the Sun Go Down on Me
13. Goodbye Yellow Brick Road
14. I'm Still Standing
15. Sorry Seems to Be the Hardest Word
16. Blue Eyes
17. Your Song
18. Tinderbox

### Versione tedesca/svizzera
1. Crocodile Rock
2. Daniel
3. Rocket Man (I Think It's Going To Be A Long, Long Time)
4. I Guess That's Why They Call It the Blues
5. Blue Eyes
6. Don't Let the Sun Go Down on Me
7. Sacrifice
8. Candle in the Wind
9. Sad Songs (Say So Much)
10. I'm Still Standing
11. Saturday Night's Alright for Fighting
12. Your Song
13. Sorry Seems to Be the Hardest Word
14. Can You Feel the Love Tonight
15. Nikita
16. Don't Go Breaking My Heart (con Kiki Dee)
17. Goodbye Yellow Brick Road
18. Tinderbox

## Il DVD
Red Piano Show (live)
1. Bennie and the Jets
2. Rocket Man (I Think It's Going To Be A Long, Long Time)
3. Candle in the Wind
4. Saturday Night's Alright for Fighting (censurato nella versione cinese del DVD )
5. Your Song

Video bonus
1. Your Song
2. I Guess That's Why They Call It the Blues
3. I'm Still Standing
4. I Want Love
5. Tinderbox